# Йигева
Йигева, або Їгева (ест. Jõgeva), — невелике місто в Естонії з населенням 5477 осіб. Це адміністративний центр повіту Йигевамаа.

## Історія
Йигева вперше згадується у 1599 році. Завдяки залізниці Тапа — Тарту стало містечком 13 жовтня 1919, і містом 1 травня 1938. Воно є найхолоднішим місцем в Естонії. Йигева є колискою естонської поетеси Альвер Бетті.

## Культура
У Йигеві влаштовується найбільше різних фестивалів і культурних заходів в Естонії. Навесні, коли проходять дні музики, присвячені композиторові Ало Маттійзену. Щоліта проходить музичний фестиваль «Дзвінка літня ніч». У липні відбувається фестиваль байкерів «Jõgevatreff». У серпні проходить фестиваль часнику. Фестивальний рік завершується восени днями поезії «Зірковий час», присвяченими Бетті Альвер.

## Відомі персоналії
- Альвер Бетті (Alver) — естонська письменниця; філософсько-медитативна лірика.

## Міста-побратими
- Карлстад
- Кеуруу
- Кааріна

## Природа та клімат

### Клімат
Місто знаходиться у зоні, котра характеризується вологим континентальним кліматом з теплим літом. Найтепліший місяць — липень із середньою температурою 16.6 °C (61.9 °F). Найхолодніший місяць — лютий, із середньою температурою -5.9 °С (21.4 °F).
| Клімат Йигеви           | Клімат Йигеви | Клімат Йигеви | Клімат Йигеви | Клімат Йигеви | Клімат Йигеви | Клімат Йигеви | Клімат Йигеви | Клімат Йигеви | Клімат Йигеви | Клімат Йигеви | Клімат Йигеви | Клімат Йигеви | Клімат Йигеви |
| Показник                | Січ.          | Лют.          | Бер.          | Квіт.         | Трав.         | Черв.         | Лип.          | Серп.         | Вер.          | Жовт.         | Лист.         | Груд.         | Рік           |
| Абсолютний максимум, °C | 7,1           | 10            | 15,1          | 27,1          | 29,7          | 30,6          | 32,4          | 34,6          | 29,6          | 20,8          | 11,7          | 8,1           | 34,6          |
| Середній максимум, °C   | −2,7          | −2,7          | 2             | 9,1           | 16,3          | 20,1          | 21,8          | 20,5          | 14,6          | 8,5           | 2,2           | −1,2          | 9             |
| Середня температура, °C | −5,4          | −5,9          | −1,9          | 4,2           | 10,7          | 14,9          | 16,6          | 15,2          | 10            | 5,3           | 0             | −3,7          | 5             |
| Середній мінімум, °C    | −8,6          | −9,7          | −5,6          | 0,2           | 4,7           | 9             | 10,8          | 10,3          | 6             | 2,3           | −2,4          | −6,6          | 0,8           |
| Абсолютний мінімум, °C  | −34,6         | −38           | −29,5         | −13           | −6,6          | −2            | 0,5           | 0             | −8,4          | −14,1         | −21,9         | −40,2         | −40,2         |
| Норма опадів, мм        | 44            | 33            | 34            | 34            | 48            | 66            | 84            | 84            | 64            | 66            | 56            | 51            | 665           |
| Днів з опадами          | 11            | 9             | 9             | 8             | 8             | 9             | 11            | 11            | 11            | 12            | 13            | 13            | 126           |
| Вологість повітря, %    | 87            | 85            | 81            | 75            | 67            | 73            | 77            | 81            | 85            | 87            | 90            | 90            | 82            |
| ----------------------- | ------------- | ------------- | ------------- | ------------- | ------------- | ------------- | ------------- | ------------- | ------------- | ------------- | ------------- | ------------- | ------------- |
| Джерело: Weatherbase    |               |               |               |               |               |               |               |               |               |               |               |               |               |

Тут була зафіксована рекордно низька температура 17 січня 2011 року, вона знизилася до 26,3 градусів морозу. Температурний рекорд зими 2009—2010 року був також встановлений у Йигева, де в січні 2010 року була зафіксована температура 32,4 градуса нижче нуля.
Абсолютний температурний рекорд належить цьому ж місту, де 17 січня 1940 термометр показав температуру мінус 43,5 градуса морозу.
|                                        | Січ   | Лют   | Бер   | Кві  | Тра  | Чер  | Лип  | Сер  | Вер  | Жов   | Лис  | Гру   | Рік   |
| Абсолютна максимальна температура у °C | 9,6   | 10,0  | 17,2  | 27,1 | 29,7 | 30,6 | 33,4 | 34,6 | 29,6 | 20,8  | 11,7 | 11,2  | 34,6  |
| Середня максимальна температура у °С   | −2,4  | −2,5  | 2,3   | 10,1 | 16,7 | 19,9 | 22,6 | 21,0 | 15,2 | 8,9   | 2,3  | −1,2  | 9,4   |
| Середня низька температура у °C        | −8    | −9,4  | −5,6  | 0,4  | 4,9  | 9,0  | 11,2 | 10,6 | 6,4  | 2,7   | −2,2 | −6,3  | 1,1   |
| Абсолютна мінімальна температура у °C  | −43,5 | −35,4 | −29,5 | −13  | −6,6 | −2   | 0,5  | 0,2  | −8,4 | −15,7 | −25  | −29,2 | −43,5 |
| Кількість опадів (мм)                  | 50    | 36    | 38    | 30   | 49   | 79   | 76   | 93   | 60   | 71    | 56   | 50    | 688   |

## Світлини

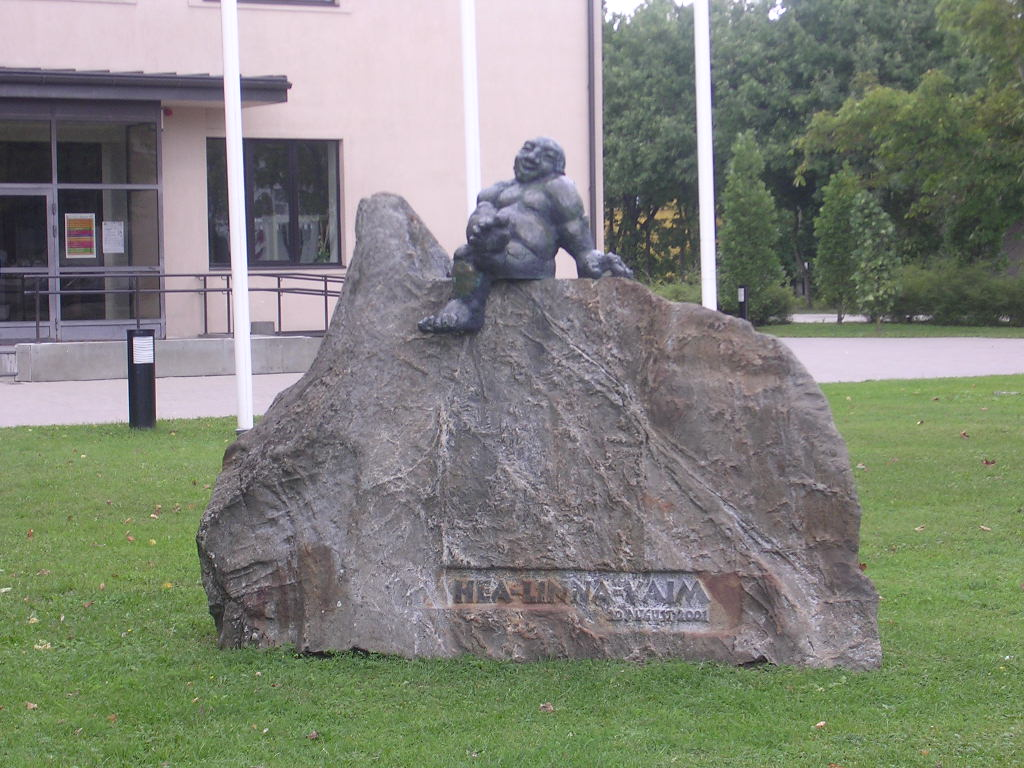
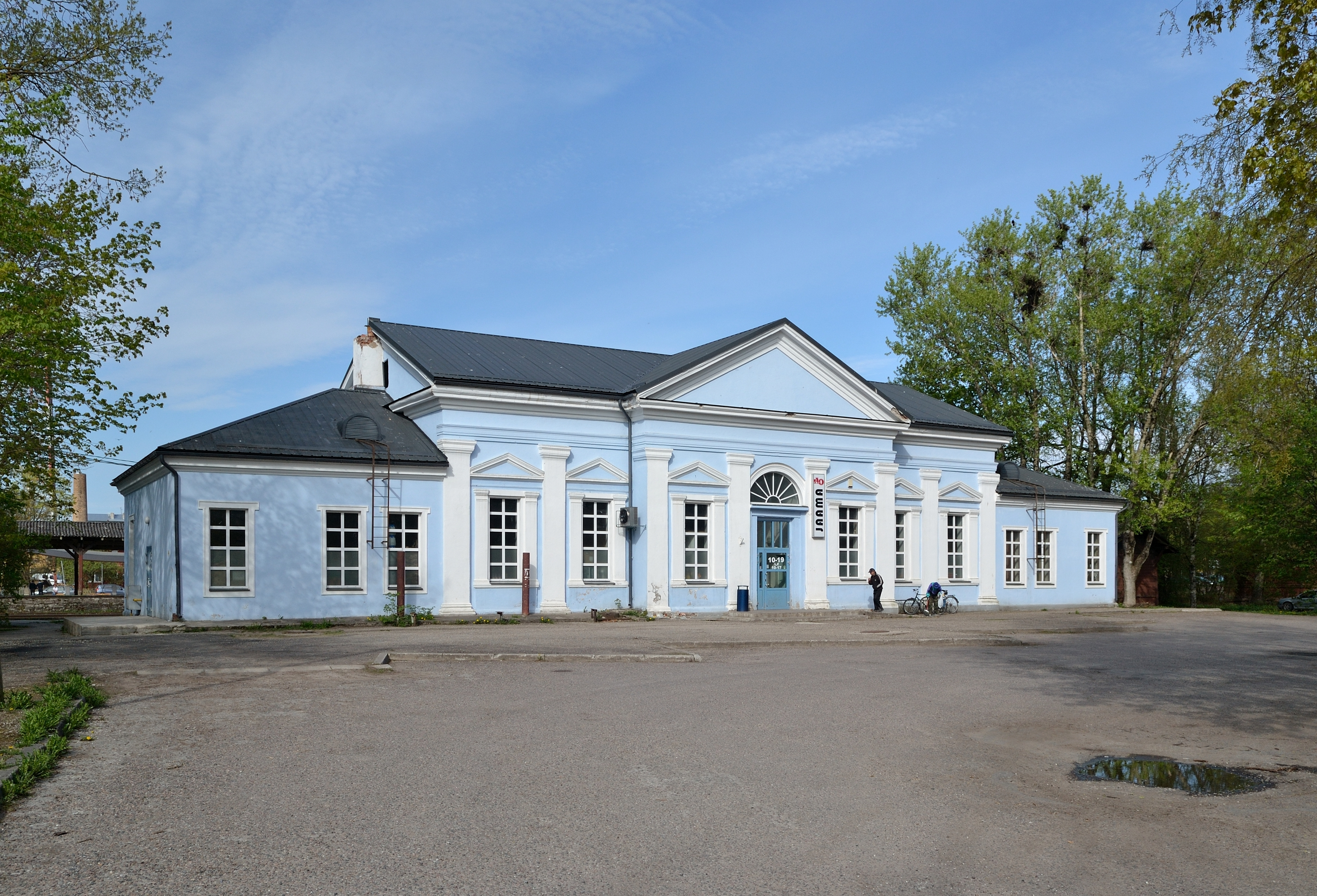
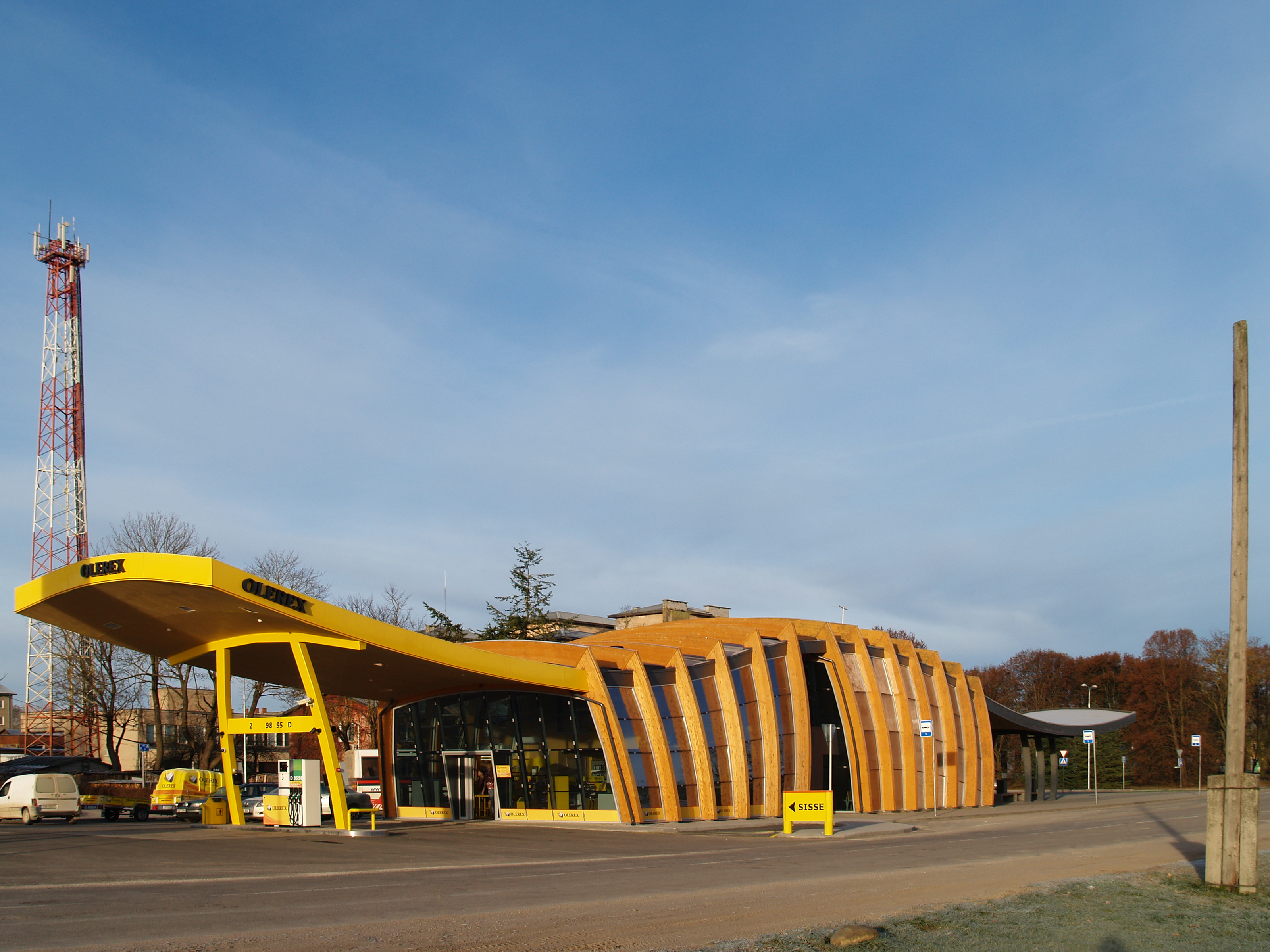
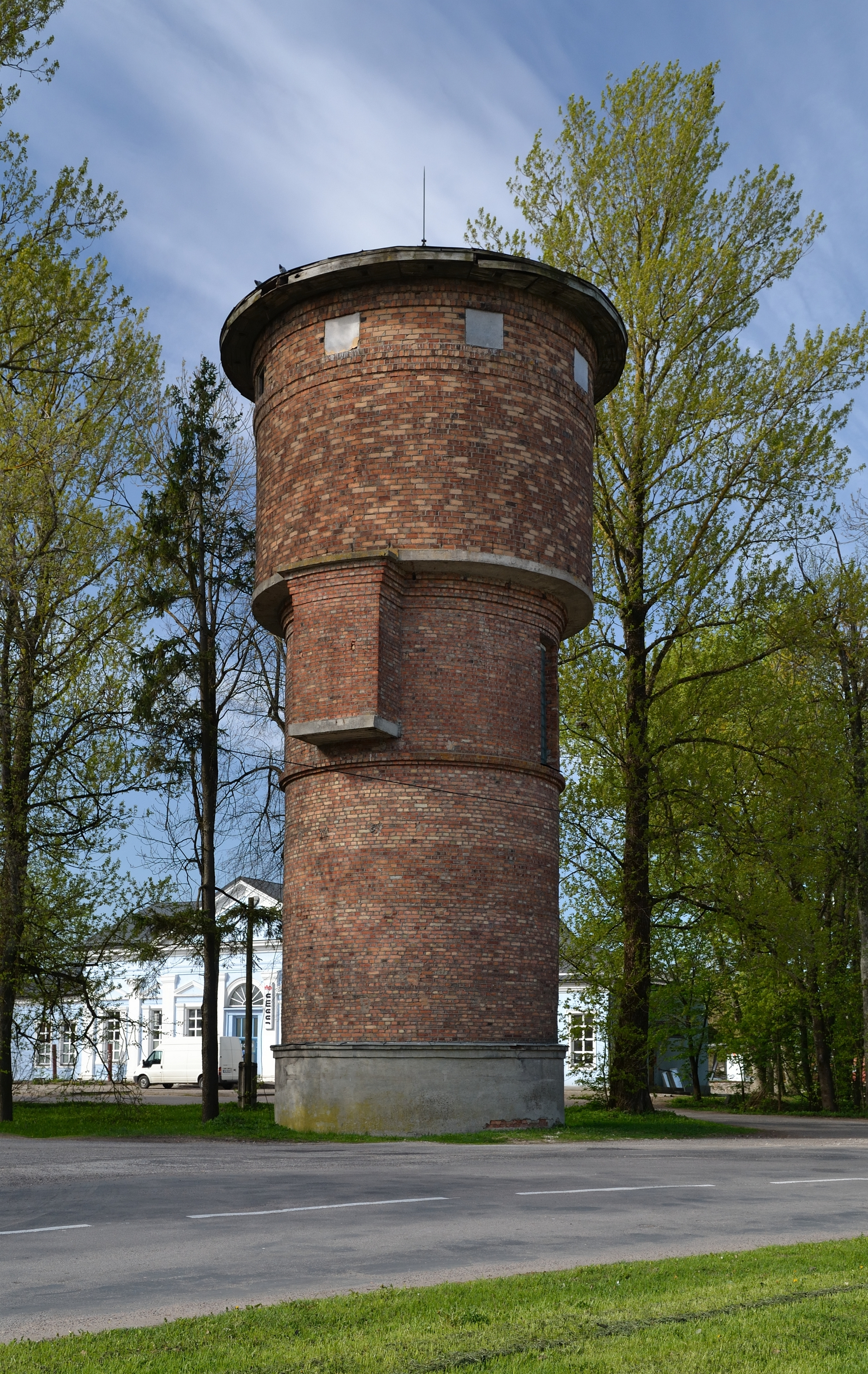
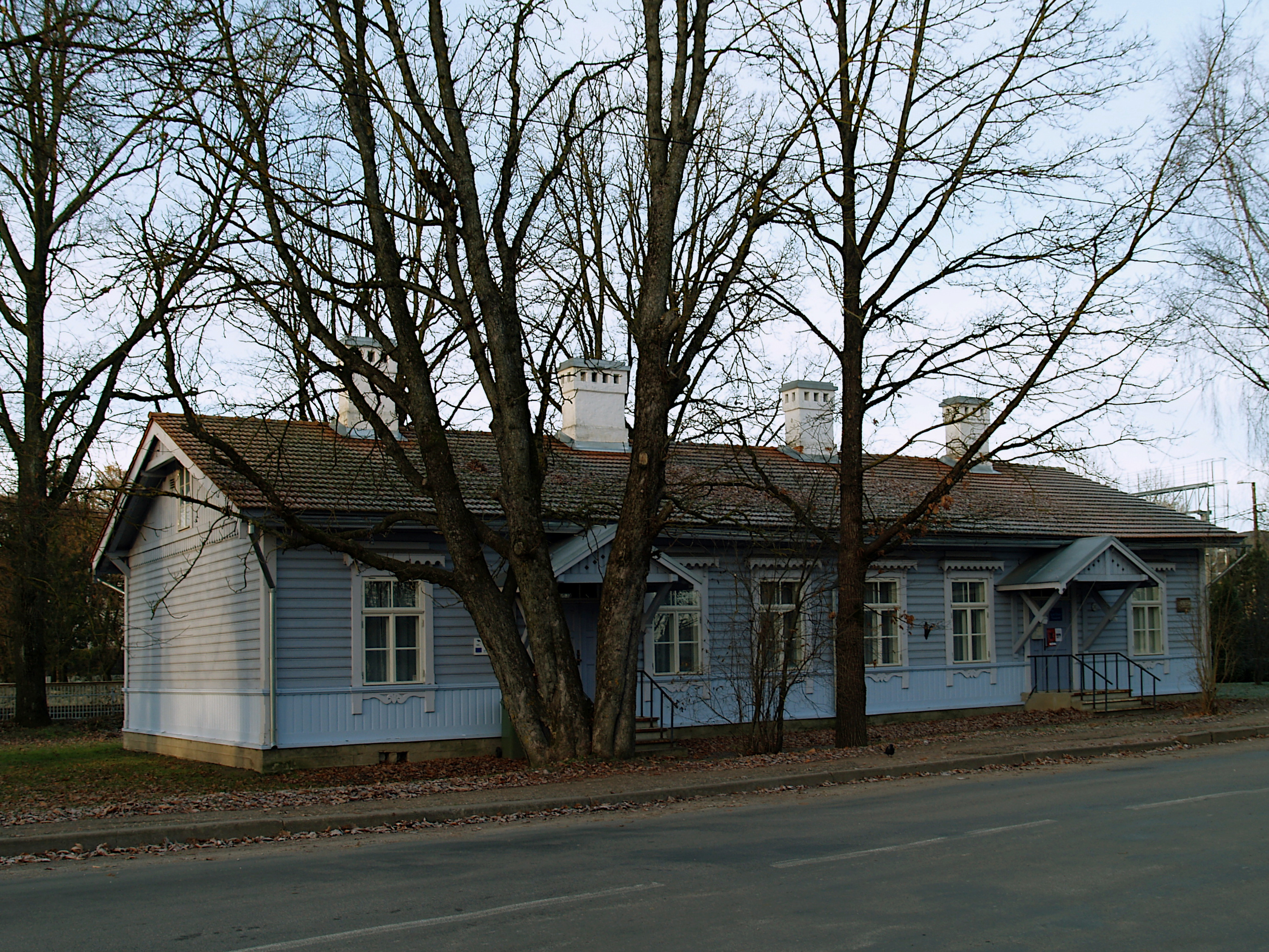
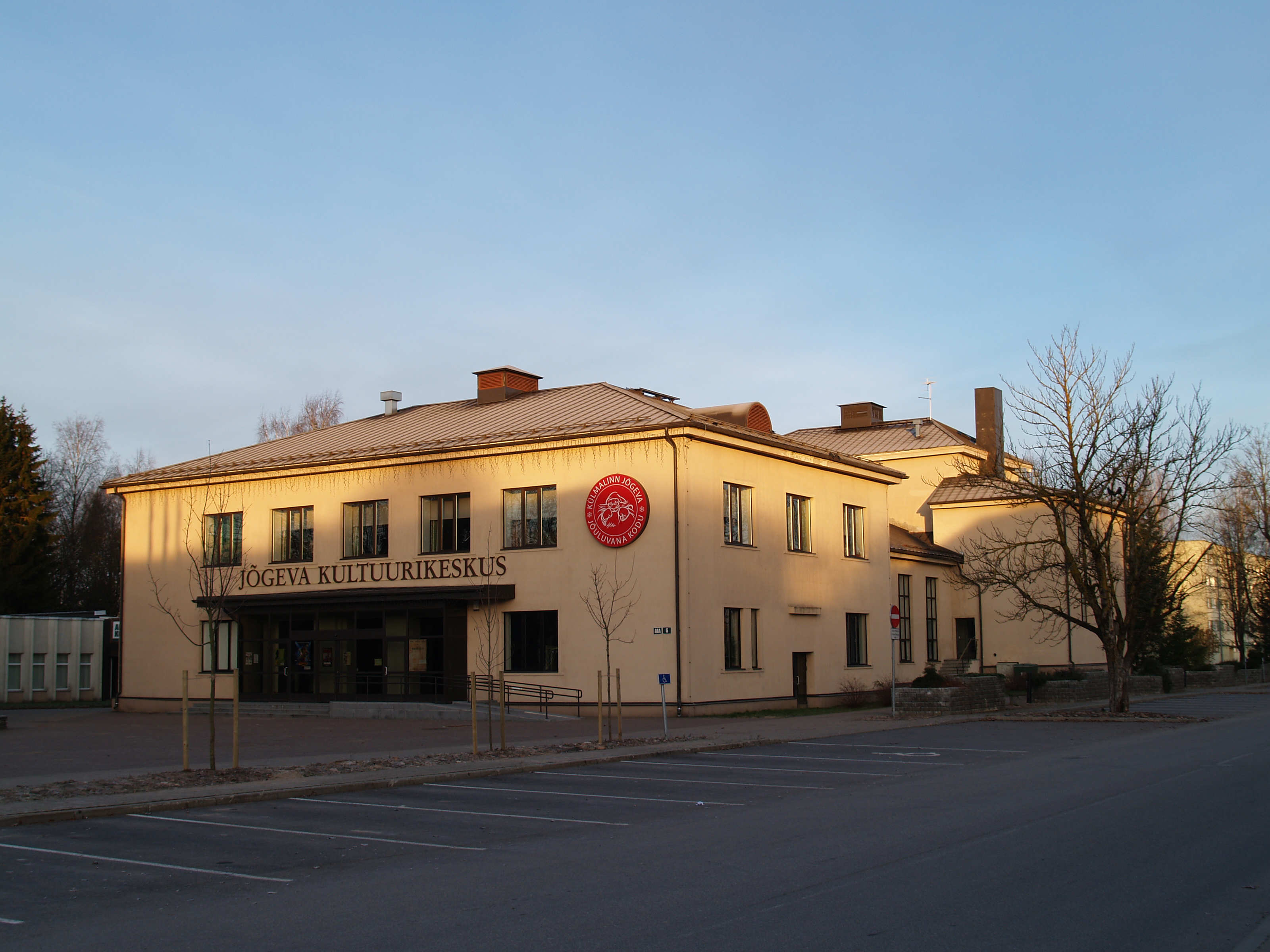
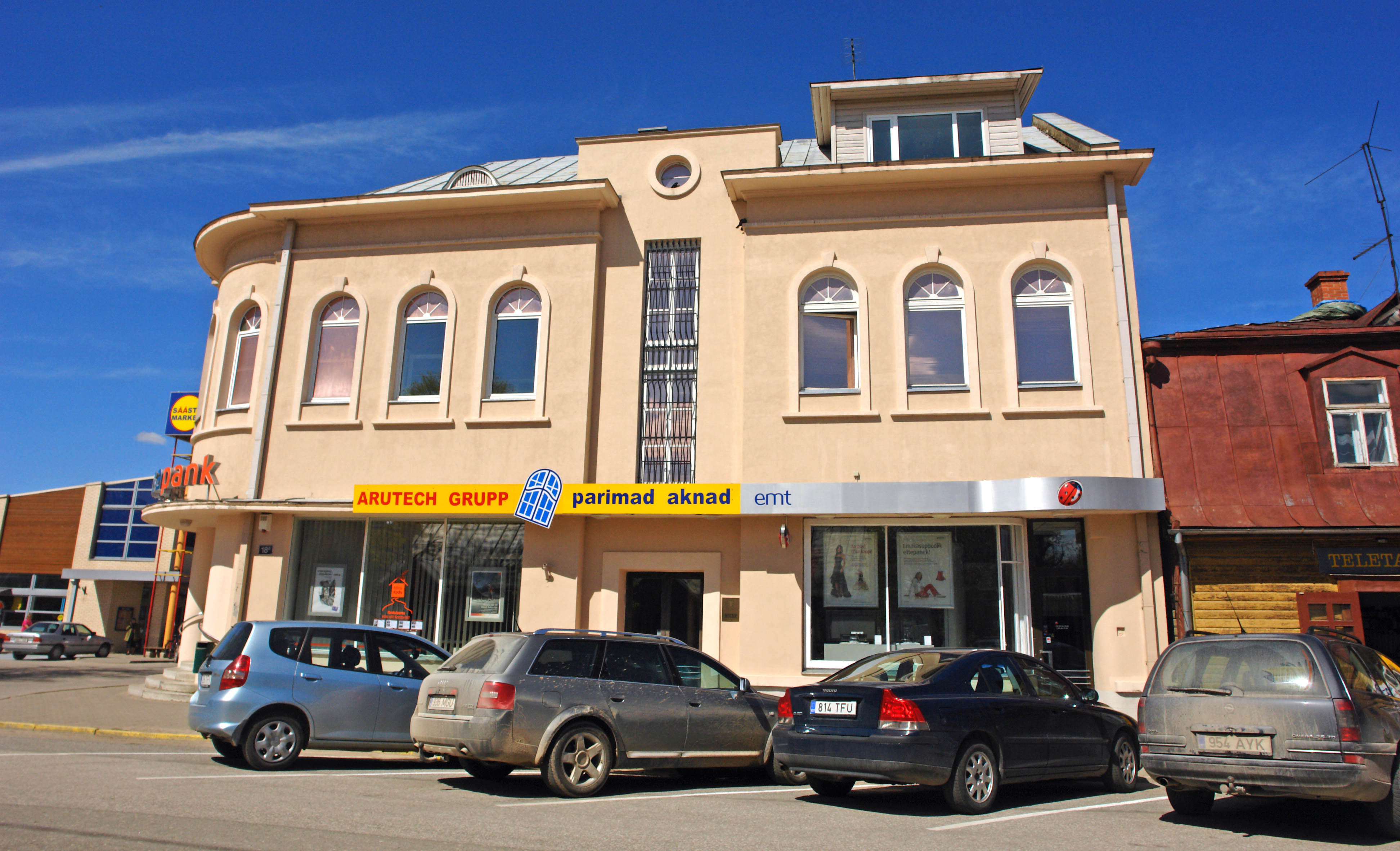